# Upshot-Knothole Grable
Upshot-Knothole Grable — 10-й випробувальний ядерний вибух, здійснений в США 25 травня 1953 року на полігоні в Неваді у рамках операції «Upshot-Knothole». Grable — це перший в історії постріл артилерійським снарядом із ядерною боєголовкою. Вибух відбувся після  «брудного Гаррі» і передував останньому, найпотужнішому в серії вибухів, снаряда Climax (61 кілотонн) в рамках операції «Upshot-Knothole». Також в операції брали участь перші два вироби Ліверморської національної лабораторії.

## Будова

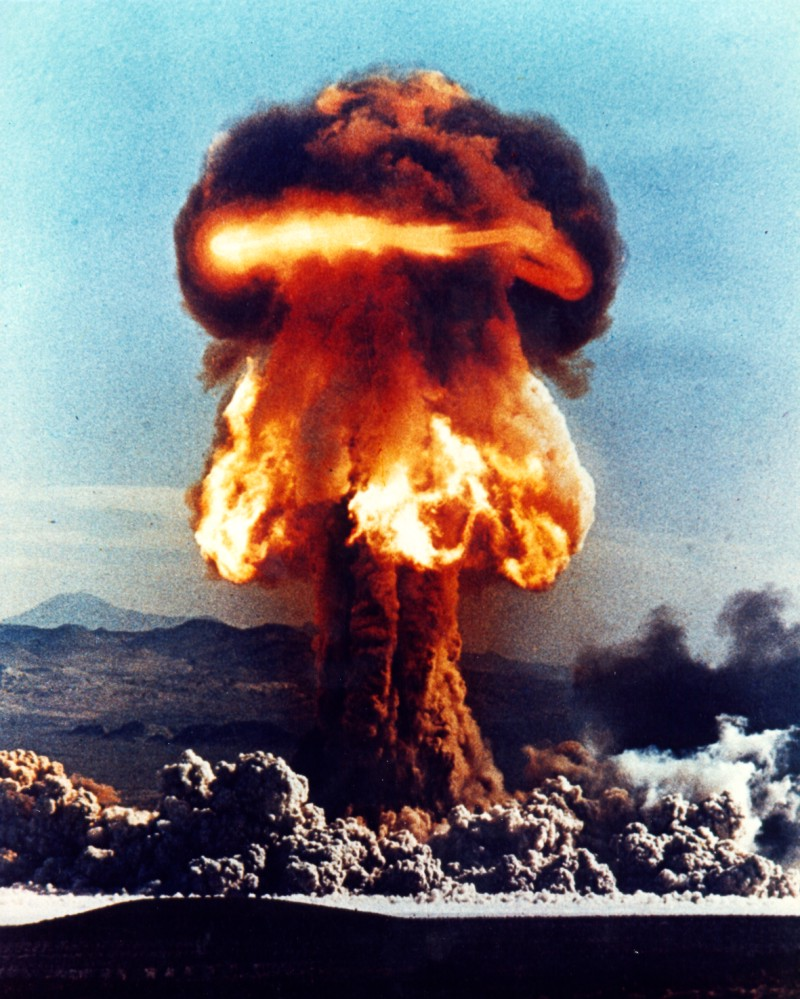
Upshot-Knothole Grable. Вибух снаряду W9

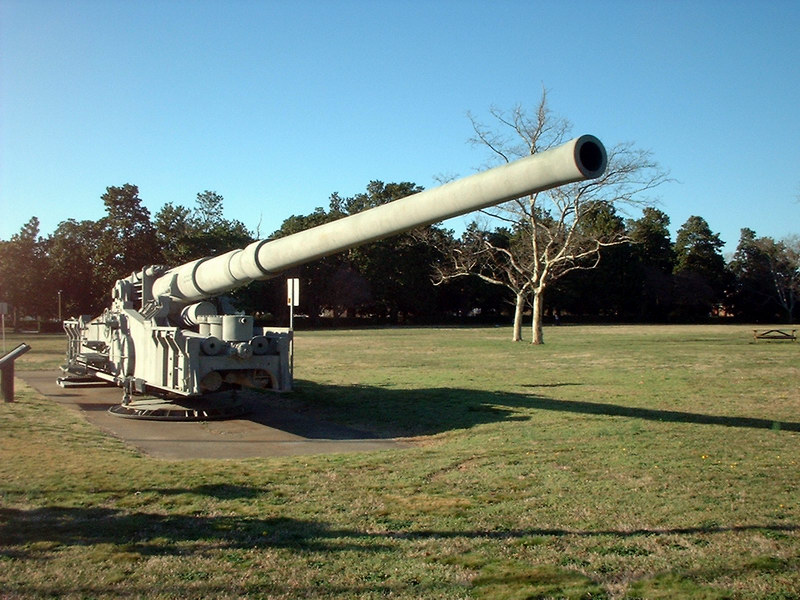
Ядерна гармата M65, з якої був здійснений постріл

Будова снаряду Grable схожа на будову першого використаного у війні снаряда «Малюк», скинутого на Хіросіму. За всю історію підривів ядерних снарядів тільки ці два мали гарматну схему, інші снаряди були плутонієвими імплозивними (ядерна програма ПАР також використовувала гарматну схему, але перевірених відомостей про виготовлення працездатних зразків немає). Снаряд мав діаметр 280 мм, довжину 138 см, вагу 364 кг і потужність 15 кілотонн.

## Проведення випробування снаряду
Постріл був здійснений о 15:30 UTC 25 травня 1953 року на «території 5» випробувального полігону у Неваді. Це був перший ядерний вибух артилерійського снаряда.
Снаряд був запущений гарматою M65 зі спорядженою масою 77 тон та початковою швидкістю 625 м/с на задані 32 км. Через 19 секунд на висоті 160 метрів над землею була здійснена детонація заряду «Grable», який пролетів понад 10 кілометрів.
Відхилення точки вибуху від розрахункової: на 7 метрів вище, на 26 метрів західніше та на 41 метр південніше.
Низька висота підриву забезпечила більш потужну вибухову хвилю, ніж при попередньому висотному вибуху (850 метрів) заряду «Анкор» потужністю 27 кілотонн. Було завдано набагато більше ушкоджень цілям на зразок позашляховиків й інших транспортних засобів. Це призвело до переосмислення важливості низьких повітряних вибухів і згодом часто застосовувалося при тактичних випробуваннях при підготовці до можливої ядерної війни. Також в ході операції «Upshot-Knothole» були проведені теоретичні ядерні вибухи «Беджер» (23 кілотонн) та «Прісцілла» (37 кілотонн).

## Вище керівництво, присутнє при вибуху
- Артур Вільям Редфорд — голова об’єднаного комітету начальників штабів США
- Чарлз Ервін Вілсон — міністр оборони США